# حیدرعلی هومن
حیدرعلی هومن (انگلیسی: Heidarali Hooman) ، (۲مهر ۱۳۱۱ در شیراز - ۱۲ آذر ۱۳۹۱ در تهران) روان‌شناس و روان‌سنج ایرانی بود. او را پدر روان‌سنجی ایران و پیش‌کسوت برجسته کاربرد آمار درعلوم تربیتی وروانشناسی می‌دانند. در تاریخ دوازدهم آذرماه ۱۳۹۱ در سن ۸۰ سالگی به دلیل نارسایی تنفسی در تهران به دیدار حق شتافت.
پژوهش‌های دکتر هومن عمدتاً در حوزه آمار و روش تحقیق کیفی بود. او به دلیل استاندارد کردن «هوش‌آزمای ملی تهران، استنفورد و بنیه» برنده جایزه خوارزمی شد. سه کتاب از او با نام‌های «شناخت روش علمی»، «تحلیل داده‌های چند متغیری» و «آمار استنباطی» به عنوان کتاب برگزیده سال معرفی شدند.

## جوایز
- جایزه خوارزمی :استاندارد کردن «هوش‌آزمای ملی تهران، استنفورد و بنیه[نیازمند منبع]
- کتاب برگزیده سال: کتاب شناخت روش علمی[نیازمند منبع]
- ۱۳۸۶ کتاب «مطالعه کیفیت زندگی، ادراک بیماری و سبک‌های دلبستگی بیماران سالمند مبتلا به دیابت» تألیف: دکتر حیدرعلی هومن، دکتر پریرخ دادستان، دکتر حمیده جهانگیری، دکتر علیرضا نوروزی، دکتر هاراطون داویدیان، دکتر سعید شاملو، و دکتر میرتقی گروسی فرشی، برگزیده سومین دوره جایزه کتاب فصل (زمستان 1386)
- ۱۳۸۸ کتاب «بررسی میزان اختلالات عملکرد جنسی در بیماران مبتلا به اختلال افسردگی تحت دارودرمانی در شهر تهران»، تألیف: دکتر حیدرعلی هومن، دکتر پریرخ دادستان، دکتر هاراطون داویدیان، دکتر حمیده جهانگیری، دکتر علیرضا نوروزی، برگزیده هشتمین دوره جایزه کتاب فصل (زمستان 1388 )
- ۱۳۸۹ کتاب «بررسی نقش آموزش روش‌های شناختی _ رفتاری و آموزش آرامسازی بر کاهش اضطراب رابطه جنسی»، تألیف: دکتر حیدرعلی هومن، دکتر پریرخ دادستان، دکتر هاراطون داویدیان، دکتر حمیده جهانگیری، دکتر علیرضا نوروزی، دکتر سیامک نقشبندی، برگزیده پانزدهمین دوره جایزه کتاب فصل (تابستان 1389)
- ۱۳۹۱ کتاب «تأثیر اصوات موسیقی بر میزان تمرکز حواس و توجه دانش‌آموزان پیش‌دبستانی مبتلا به اختلال نقص توجه/ بیش فعالی (ADHD)»، تألیف: دکتر حیدرعلی هومن، دکتر پریرخ دادستان، دکتر هاراطون داویدیان، دکتر حمیده جهانگیری، دکتر علیرضا نوروزی،  دکتر میرتقی گروسی فرشی، برگزیده بیست و یکمین دوره جایزه کتاب فصل (بهار 1391)
- ۱۳۹۲ کتاب «واژه نامه روانشناسی، روانپزشکی و زمینه های وابسته (فارسی - انگلیسی)»، تألیف:  دکتر حیدرعلی هومن، دکتر هاراطون داویدیان، دکتر حمیده جهانگیری، دکتر علیرضا نوروزی، برگزیده بیست و ششمین دوره جایزه کتاب فصل (تابستان 1392)
- کتاب برگزیده سال :کتاب تحلیل داده‌های چند متغیری[نیازمند منبع]
- کتاب برگزیده سال :کتاب آمار استنباطی[نیازمند منبع]